# Vi går landsvägen
Vi går landsvägen är en svensk dramafilm från 1937 i regi av Sigurd Wallén.

## Om filmen
Filmen premiärvisades 1 januari 1937 på biograf Palladium i Stockholm. Den spelades in i Filmstaden, Råsunda med exteriörer från Norsborg i Södermanland av J. Julius. 

## Roller i urval
- Elof Ahrle - Loffe
- Sture Lagerwall - Novisen, alias Sigge Dahllöv
- Sigurd Wallén - Maggan
- Irma Christenson - Anne-Marie von Flettow
- Karl-Magnus Thulstrup - Magnus von Flettow, baron
- Hilding Gavle - Jönsson, betjänt
- Carin Swensson - Karin, husföreståndarinna
- Torsten Winge - Bergklint, advokat
- Naemi Briese - Margit Söderberg, husjungfru
- John Hilke - man
- David Erikson - man
- Arne Lindblad - polisman
- Nils Jacobsson - journalist
- Tom Olsson - pojke

## Musik i filmen
- Lantlig vals, kompositör Eric Bengtson
- Luffarvisa, kompositör Kai Gullmar, text Gammel-Olle
- Par un clair matin, kompositör Maurice Marsac
- Preghiera d'amore, kompositör Frédéric Chopin
- Prélude romance, kompositör Frédéric Chopin
- Kinderszenen, op. 15. Träumerei, kompositör Robert Schumann
- Vila vid denna källa (Oförmodade avsked, förkunnat vid Ulla Winblads frukost en sommarmorgon i det gröna), kompositör och text Carl Michael Bellman